# Campeonato da Região Serrana de 2015
O Campeonato da Região Serrana 2015 ou Campeonato Valmir Louruz - Região Norte foi a terceira edição da competição. A competição foi realizada no segundo semestre e envolveu clubes de futebol profissional oriundos da Serra do Estado. Ocorreu de forma paralela aos Campeonatos Regionais das regiões Sul-Fronteira e Metropolitana,  já que os campeões de cada região disputaram em dezembro a Super Copa Gaúcha de 2015.

## Fórmula de Disputa
O Campeonato da Região Norte de 2015 foi disputado em duas fases, sendo:
1ª Fase – Todas as equipes se enfrentaram em turno e returno, as três melhores avançaram para a segunda fase.
2ª Fase – Fase semifinal. Dois jogos, sendo o primeiro entre o clube melhor colocado da fase anterior a equipe eliminada na copa Sul-Fronteira ou Metropolitana de melhor campanha e o segundo confronto composto pelos segundo e terceiro colocado na primeira fase. O mando de campo final foi da equipe mais bem colocada.
3ª Fase - Final. Os vencedores das semifinais se enfrentaram em duas partidas, sendo o mando de campo final na casa da equipe com melhor campanha até a fase anterior.

## Participantes em 2015
- Gaúcho
- Marau
- Palmeirense
- União Frederiquense

## Fase Final

### Esquema
|  | Semifinais          | Semifinais    | Semifinais | Semifinais |   |                     | Final | Final | Final | Final |
|  |                     |               |            |            |   |                     |       |       |       |       |
|  | Palmeirense         | 0             | 1          | 1          |   |                     |       |       |       |       |
|  | União Frederiquense | 2             | 2          | 4          |   |                     |       |       |       |       |
|  | União Frederiquense | 2             | 2          | 4          |   | União Frederiquense | 1     | 0     | 1     |       |
|  |                     |               |            |            |   | União Frederiquense | 1     | 0     | 1     |       |
|  |                     | Novo Hamburgo | 1          | 0          | 1 |                     |       |       |       |       |
|  | Novo Hamburgo       | Novo Hamburgo | 1          | 0          | 1 | 2                   | 1     | 3     |       |       |
|  | Novo Hamburgo       |               |            |            |   | 2                   | 1     | 3     |       |       |
|  | Marau               | 0             | 0          | 0          |   |                     |       |       |       |       |

## Campeão
| Campeonato Valmir Louruz - Região Norte |
| --------------------------------------- |
| União Frederiquense Campeão (1º título) |